# Wawrzyniec Kostrzewski
Wawrzyniec Kostrzewski (ur. 1977) – polski reżyser i scenarzysta teatralny i telewizyjny.

## Życiorys
Absolwent Uniwersytetu Warszawskiego (Wydział Polonistyki) oraz Akademii Teatralnej w Warszawie (Wydział Reżyserii). Współpracuje z Teatrem Dramatycznym w Warszawie. Wielokrotnie nagradzany na Festiwalu Teatru Polskiego Radia i Teatru Telewizji Polskiej „Dwa Teatry”.
Syn aktorki Haliny Łabonarskiej i aktora oraz reżysera Marka Kostrzewskiego.

## Spektakle telewizyjne
- Walizka (2013), reżyseria
- Listy z Rosji (2017), reżyseria
- Wesele (2018), scenariusz telewizyjny i reżyseria

## Programy telewizyjne
- La La Poland (od 2018), reżyseria[1]

## Spektakle teatralne
- Alicja w Krainie Snów (2022), współautorstwo z Małgorzatą Sikorską-Miszczuk, reżyseria[2]

## Nagrody
- 2015: Grand Prix Festiwalu Teatru Polskiego Radia i Teatru Telewizji Polskiej „Dwa Teatry” za spektakl Walizka
- 2016: Nagroda im. Stefana Treugutta za reżyserię spektaklu Walizka
- 2017: Nagroda za reżyserię na Festiwalu Teatru Polskiego Radia i Teatru Telewizji Polskiej „Dwa Teatry” za spektakl Listy z Rosji
- 2017: Nagroda Publiczności na Festiwalu Teatru Polskiego Radia i Teatru Telewizji Polskiej „Dwa Teatry” za spektakl Listy z Rosji
- 2017: Nagroda Honorowa im. Krzysztofa Zaleskiego na Festiwalu Teatru Polskiego Radia i Teatru Telewizji Polskiej „Dwa Teatry” za spektakl Listy z Rosji
- 2017: Grand Prix Teatroteka Fest w Warszawie za spektakl Walizka
- 2019: Grand Prix Festiwalu Teatru Polskiego Radia i Teatru Telewizji Polskiej „Dwa Teatry” za spektakl Wesele[3]
- 2019: Nagroda Mediów Publicznych w kategorii obraz[4]